# Entorrhizomycetes
Entorrhizomycetes Begerow, M. Stoll & R. Bauer – klasa grzybów należąca do typu podstawczaków (Basidiomycota).

## Systematyka
Według aktualizowanej klasyfikacji CABI databases bazującej na Dictionary of the Fungi do klasy należą dwa rzędy:
- podklasa Entorrhizomycetidae R. Bauer, Oberw. & Vánky 1997
  - rząd Entorrhizales R. Bauer & Oberw. 1997
  - rzad Talbotiomycetales K. Riess, R. Bauer, R. Kellner, Kemler, Piątek, Vánky & Begerow 2015